# Аргентинский государственный музей аэронавтики
Аргентинский государственный музей аэронавтики (исп. Museo Nacional de Aeronáutica, сокр. MNA) — авиационный музей в Мороне, Буэнос-Айрес, Аргентина. Находится под управлением ВВС Аргентины и предназначен для сохранения авиационного исторического наследия страны.

## История
Музей был основан 13 января 1963 года постановлением президента 264/60, его первым директором и главным сторонником бригадир Эдмундо Сиватти Бернаскони. После завершения сбора и организации экспонатов он открыл свои двери 27 мая 1962 года. Его первое местонахождение было в здании площадью три тысячи квадратных метров, расположенном в столичном аэропорту Хорхе Ньюбери города Буэнос-Айрес, где выставлялись самолёты и разнообразная коллекция предметов. Тот факт, что он располагался на берегу реки Ла-Платы, вызывал значительный износ самолётов, которые находились на открытом воздухе. В 1998 году был открыт ангар «Mayor Ingeniero Aeronáutico Francisco de Arteaga», в котором хранились отреставрированные экспонаты музея. В 2001 году экспонаты музея были перевезены в аэропорт города Морон, где были все необходимые ангары для защиты экспонатов.

## Коллекция

### Воздушные судна

#### С неподвижным крылом
- Latécoère 25[англ.], на котором летал Антуан де Сент-Экзюпери;
- Junkers Ju 52;
- Douglas DC-3 TA-05;
- FMA I.Ae. 22 DL, построенный компанией Fábrica Militar de Aviones[3];
- Fiat G.46[англ.][4];
- Прототип FMA I.Ae. 27 Pulqui — первый реактивный самолёт, построенный в Южной Америке;
- Прототип FMA I.Ae. 33 Pulqui II — первый реактивный самолёт со стекловидными крыльями, построенный в Южной Америке;
- I.Ae. 41 Urubú[англ.] — планер, спроектированный Реймаром Хортеном[англ.];
- FMA IA 50 Guaraní II;
- North American F-86 Sabre;
- Douglas A-4 Skyhawk версий A-4P и A-4C;
- Avro Lincoln B-004[5];
- Gloster Meteor F.4 I-041, ex-EE586;
- FMA IA 58 Pucará;
- English Electric Canberra B Mk.62 B-109 — последний, выполнивший миссию в Фолклендской войне[6];
- Dassault Mirage III версий C, DA (I-002) и EA (I-011)[7];
- Bristol Freighter[англ.];
- IAI Nesher;
- Fairchild Swearingen Metroliner;
- Vickers VC.1 Viking 1B T-9[8];
- Max Holste Broussard[англ.];
- Focke-Wulf Fw 44J;
- FMA IA 63 Pampa;
- Boeing 737 LV-WTK, пожертвованный Aerolíneas Argentinas.

#### Винтокрылые
- Cierva C.30[4];
- Sikorsky H-19;
- Bell UH-1 Iroquois;
- Sikorsky S-61R[англ.][9];
- MBB Bo 105.

### Двигатели
- Packard DR-980[англ.];
- Napier Sabre[англ.].

### Другое
- Anasagasti, использованный ВВС Аргентины.

## Отделы
Музей разделён на залы, посвящённые специфическим темам:
- Motores — авиационные двигатели;
- Malvinas — включает в себя Grumman HU-16 Albatross;
- Antartida — оборудование, использованное в Антарктиде;
- Pioneros — посвящён пионерам авиации;
- Torre de control — детали интерьера аэродромной вышки;
- Pegaso — для проведения различных мероприятий;
- Icaro — кафе.

## Галерея

### Воздушные судна
| Avro Lincoln | Beechcraft AT-11 Kansan E-110 | Bell 205 (UH-1) H-15 | Boeing 737 LV-WTX | Bristol B170 Freighter | English Electric Canberra | Dinfia I.Ae.22DL | de Havilland Dove | DHC-2 Beaver | Douglas A-4P Skyhawk C-207 | Douglas A-4C Skyhawk C-322 | Douglas DC-3 TA-05 | Fairchild 82D LV-FHZ | Swearingen Metro LQ-MLV | Fiat G-46-5B | Прототип FMA I.Ae. 27 Pulqui I | Прототип FMA IAe 33 Pulqui II | FMA IA 35 Huanquero | FMA IA 50 Guaraní II | FMA IA 53 Mamboretá |
|              |                               |                      |                   |                        |                           |                  |                   |              |                            |                            |                    |                      |                         |              |                                |                               |                     |                      |                     |

| MA IA 58 Pucará прототип AX-01 | FMA IA63 Pampa прототип EX-03 | Focke Wulf FW-44J Stieglitz | Fokker F.27 T-42 | Gloster Meteor F.4 | Grumman Albatross | Экспериментальный Iriarte Ladrillo | Latécoère 25 | Lockheed Hercules C-130B TC-60 | MBB Bo.105C | Mirage IIIC | Max Holste 1521 Broussard | Morane-Saulnier MS.502 Criquet | Morane-Saulnier Ms.760 Paris | NA F-86 Sabre | Percival Prentice T.1 | Rockwell Aero Commander 500 | Sikorsky S-55 H-04 | Sikorsky S-61 H-02 | Vickers Viking |
|                                |                               |                             |                  |                    |                   |                                    |              |                                |             |             |                           |                                |                              |               |                       |                             |                    |                    |                |

### Другое
| Napier Sabre | Packard DR-980 | Anasagasti |
|              |                |            |